# Stängellose Schlüsselblume
Die Stängellose Schlüsselblume (Primula vulgaris Huds.
, Syn.: Primula acaulis (L.) Hill, Primula veris var. acaulis L.) ist eine Pflanzenart aus der Gattung der Primeln (Primula). Andere Namen für die Art sind Schaftlose Schlüsselblume, Schaftlose Primel oder Erd-Primel. Exemplare in Parks und Gärten sind fast immer gepflanzte oder verwilderte Gartensorten und Hybriden und werden auch Garten-Primeln genannt.

## Beschreibung

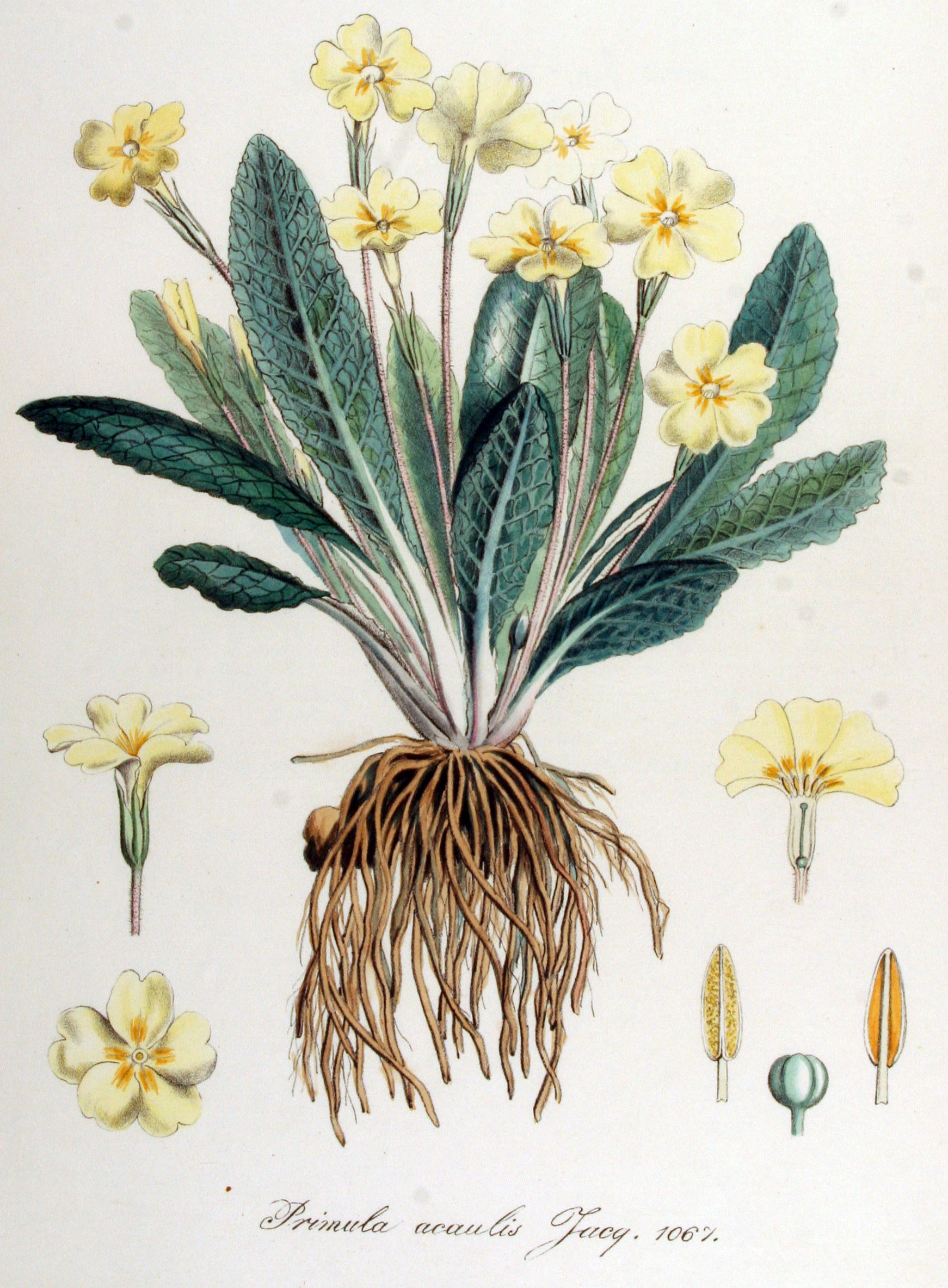
Illustration aus Flora Batava, Volume 14

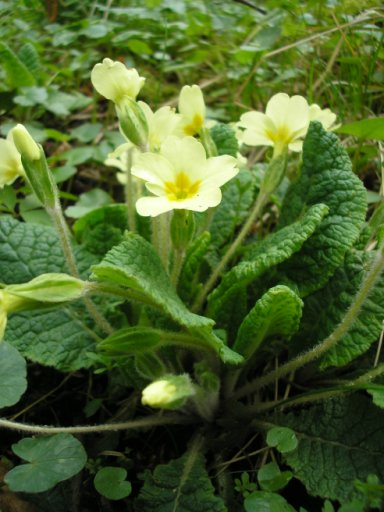
Habitus, Laubblätter und Blüten

### Erscheinungsbild und Laubblatt
Die Stängellose Schlüsselblume ist eine ausdauernde, krautige Pflanze, die Wuchshöhen von 5 bis 10 Zentimeter erreicht. Das Rhizom ist kurz.
Die Rippen auf der Unterseite der Blattspreite, die Spreitenränder, die Blütenstiele und die Kanten des Kelches sind mit etwa 2 Millimeter langen, gegliederten Trichomen besetzt. Auf der Blattunterseite und vereinzelt auf den übrigen Pflanzenteilen finden sich kurze, helle Drüsenhaare.
Die Laubblätter sind in der Knospenlage rückwärts eingerollt. Die Blattspreite ist zur Blütezeit zwischen 3 und 6 Zentimeter lang und vergrößert sich bis zur Fruchtreife. Sie ist runzlig, häutig, verkehrt-eiförmig oder länglich und an der Spitze abgerundet. Der Spreitengrund verschmälert sich allmählich in den kurzen, geflügelten Blattstiel. Der Blattrand ist unregelmäßig gezähnt mit stumpfen Zähnen.

### Blütenstand und Blüte
Die Blütezeit reicht von März bis April. Der Blütenstandsschaft ist extrem kurz, daher entspringen bis zu 25 Blüten grundständig in der Mitte der Blattrosette. Die Hüllblätter sind aus breitem Grund lineal, blass und viel kürzer als die 5 bis 10 Zentimeter langen Blütenstiele.
Die geruchlosen, zwittrigen Blüten sind radiärsymmetrisch und fünfzählig mit doppelter Blütenhülle. Die fünf Kelchblätter sind auf einer Länge zwischen 12 und 15 Millimeter walzenförmig, anliegend und kantig verwachsen. Die linealisch-dreieckigen Kelchzähne sind weniger als halb so lang wie die Kelchröhre. Die Kanten der Kelchröhre sind grün, alle anderen Kelchteile gelblich. Die fünf häufig schwefelgelben Kronblätter sind verwachsen. Trocknen die Kronblätter, verfärben sie sich ins Grünliche. Die Kronröhre ist etwas länger als der Kelch, der Schlund zeigt fünf dreieckige, orange Flecken. Der flache Kronsaum weist einen Durchmesser zwischen 2,5 und 3,5 Zentimeter auf. Die Kronzipfel sind verkehrt-herzförmig.

### Frucht und Samen
Es bildet sich eine eiförmige Kapselfrucht, die zirka zwei Drittel so lang wie der Kelch ist. Die Samen messen etwa 2,5 Millimeter in der Länge und sind von brauner Farbe mit warziger Oberfläche.

### Chromosomenzahl
Die Chromosomenzahl beträgt 2n = 22.

## Ökologie

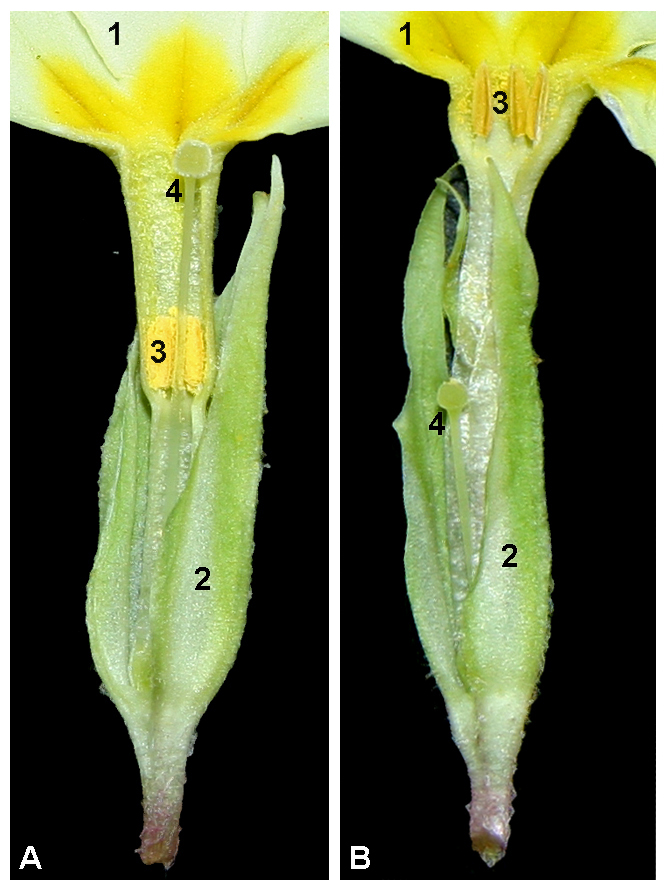
Heterostylie: Links die Form mit langem Griffel, rechts die Form mit kurzem Griffel. 1 = Blütenkrone, 2 = Kelch, 3 = Staubblätter und 4 = Griffel

Wie viele Landpflanzen lebt die Stängellose Schlüsselblume in Symbiose mit Arbuskulären Mykorrhizapilzen (Glomeromycetes). Die Pflanzen erreichen im Mittel ein Alter zwischen 10 und 30 Jahren, es wurden aber auch Exemplare beobachtet, die über 48 Jahre alt wurden. Junge Individuen blühen das erste Mal im Alter von 20 Monaten.
Die meisten (90 %) Individuen sind heterostyl, die Minderheit monostyl. Die Blüten der Art werden von einer Vielzahl von Insekten wie Schmetterlingen (Lepidoptera), Hautflüglern (Hymenoptera), Käfern (Coleoptera), Zweiflüglern (Diptera) und anderen besucht. Welche Besucher Bestäuber sind, ist nicht abschließend erforscht. Gute Bestäuber sollen jedoch Hummeln (Bombus) und Wollschweber der Gattung Bombylius sein. Die häufigsten Besucher der Blüten sind jedoch kleine Käfer der Gattung Meligethes – oft finden sich bis zu 12 über und über mit Pollen bedeckte Individuen in einer einzelnen Blüte. Die Käfer fliegen auch von Blüte zu Blüte und kommen zumindest theoretisch gut als Bestäuber in Frage.
Die Samen haben ein Elaiosom und werden von Ameisen (Formicidae) verbreitet (Myrmekochorie).
Die Larven vieler Schmetterlinge leben von den Laubblättern, dies sind vor allem Arten aus den Gattungen Xestia, Noctua, Diarsia und Idaea und andere.
Die Stängellose Schlüsselblume wird vom Rostpilz Puccinia primulae befallen. Auch die Blattpilze Ramularia primulae und Septoria primulae sind nachgewiesen.

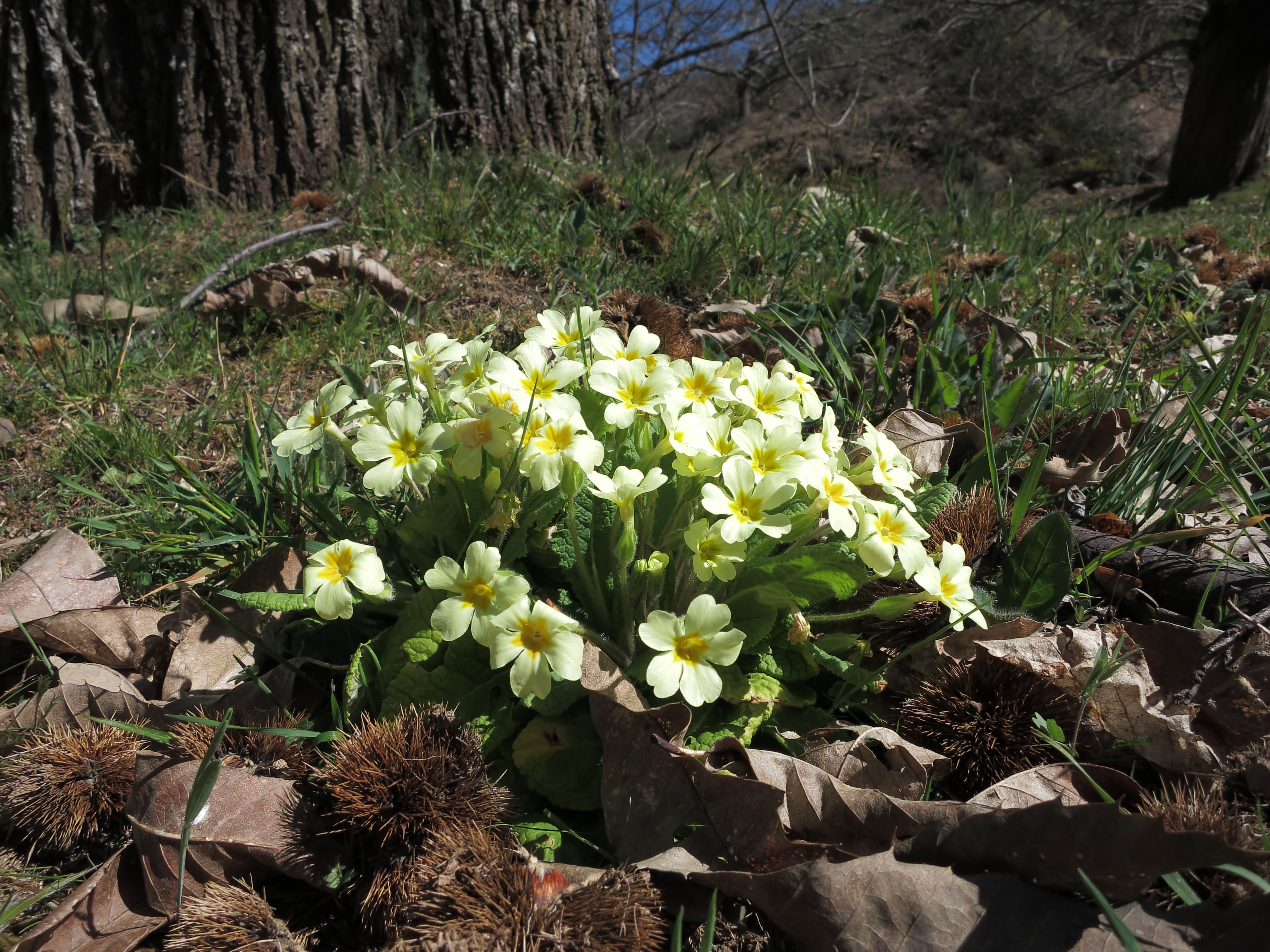
Stängellose Schlüsselblume (Primula vulgaris) in Spanien

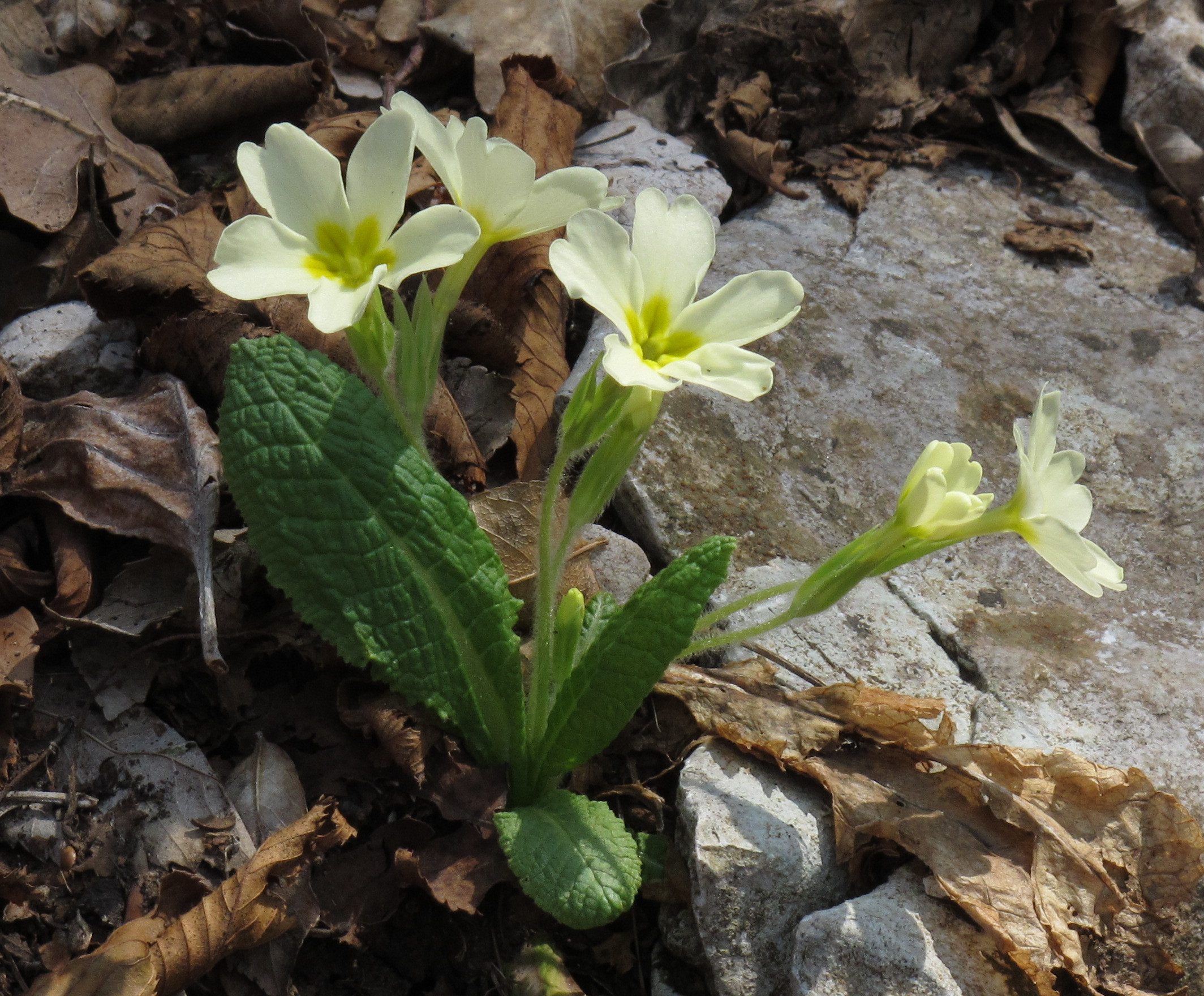
Stängellose Schlüsselblume (Primula vulgaris) am Monte Baldo in Italien

## Vorkommen und Gefährdung
Das ursprüngliche Verbreitungsgebiet der Stängellosen Schlüsselblume umfasst das westliche und südliche Europa, Vorderasien und Nordafrika. Im Norden reicht das Verbreitungsgebiet vom mittleren Norwegen über England, Dänemark, Norddeutschland, die Niederlande, Belgien und Frankreich bis nach Südportugal im Süden. Nach Osten hin verläuft das Verbreitungsgebiet durch die südeuropäischen Halbinseln bis in die Krim, nach Syrien, Kleinasien und Armenien. Die Stängellose Schlüsselblume erreicht Algerien und Marokko und ist damit neben Primula simensis in Äthiopien eine von nur zwei in Afrika heimischen Primel-Arten.
Die Stängellose Schlüsselblume gilt als euatlantisch-mediterran-montanes Florenelement. Sie ist in Mitteleuropa sehr lückenhaft verbreitet. Typische natürliche Nachbarschaften bestehen aus bis zu 38 Individuen, die bis zu 30 Quadratmeter einnehmen, größere Bestände liegen zwischen 18 und 61 m². An manchen Orten ist die Stängellose Schlüsselblume sicherlich angepflanzt, sie verwildert sehr leicht.
In Mitteleuropa kommt die Stängellose Schlüsselblume in Schleswig-Holstein und in Mecklenburg, im Bodenseegebiet, im Schweizer Mittelland und am Genfer See sowie in den Tälern der Schweizer Nordalpen, im Wallis, im Tessin, in Vorarlberg sowie in Ober- und Niederösterreich kommt sie zerstreut vor, sie tritt dort in lockeren individuenreichen Beständen auf. Sie steigt in den Südketten der Alpen bis in Höhenlagen von etwa 1500 Metern auf.
Die Vorkommen in Deutschland werden in der Roten Liste gefährdeter Arten als gefährdet geführt und im Bundesnaturschutzgesetz als besonders geschützt bezeichnet. Häufige bis seltene Vorkommen gibt es in allen österreichischen Bundesländern sowie im Fürstentum Liechtenstein und Südtirol, wobei die Bestände in Salzburg und Liechtenstein als eingebürgert gelten. Die Vorkommen in der Rheinregion, im nördlichen Alpenvorland und in den Bereichen der Pannonischen Florenprovinz gelten als gefährdet und sind in der Roten Liste der gefährdeten Arten Österreichs vertreten.
Die Stängellose Schlüsselblume gedeiht auf frischem, gutem und etwas beschattetem Boden. Sie findet sich vor allem an Bachläufen, unter Gebüschen, in Obstgärten und lichten, feuchten Laubwäldern. Vereinzelt tritt sie auch auf Wiesen auf. Die Stängellose Schlüsselblume gedeiht in Mitteleuropa am besten auf nährstoffreichen, aber kalkarmen, humosen, lockeren und oft steinigen Lehmböden in wintermilden Lagen.
Die ökologischen Zeigerwerte nach Landolt & al. 2010 sind in der Schweiz: Feuchtezahl F = 3 (mäßig feucht), Lichtzahl L = 3 (halbschattig), Reaktionszahl R = 4 (neutral bis basisch), Temperaturzahl T = 4+ (warm-kollin), Nährstoffzahl N = 3 (mäßig nährstoffarm bis mäßig nährstoffreich), Kontinentalitätszahl K = 2 (subozeanisch).
Primula vulgaris ist in Mitteleuropa eine Charakterart der Ordnung Fagetalia, kommt aber auch in Prunetalia-Gesellschaften oder in frischen, mageren Arrhenatheretalia-Gesellschaften vor.

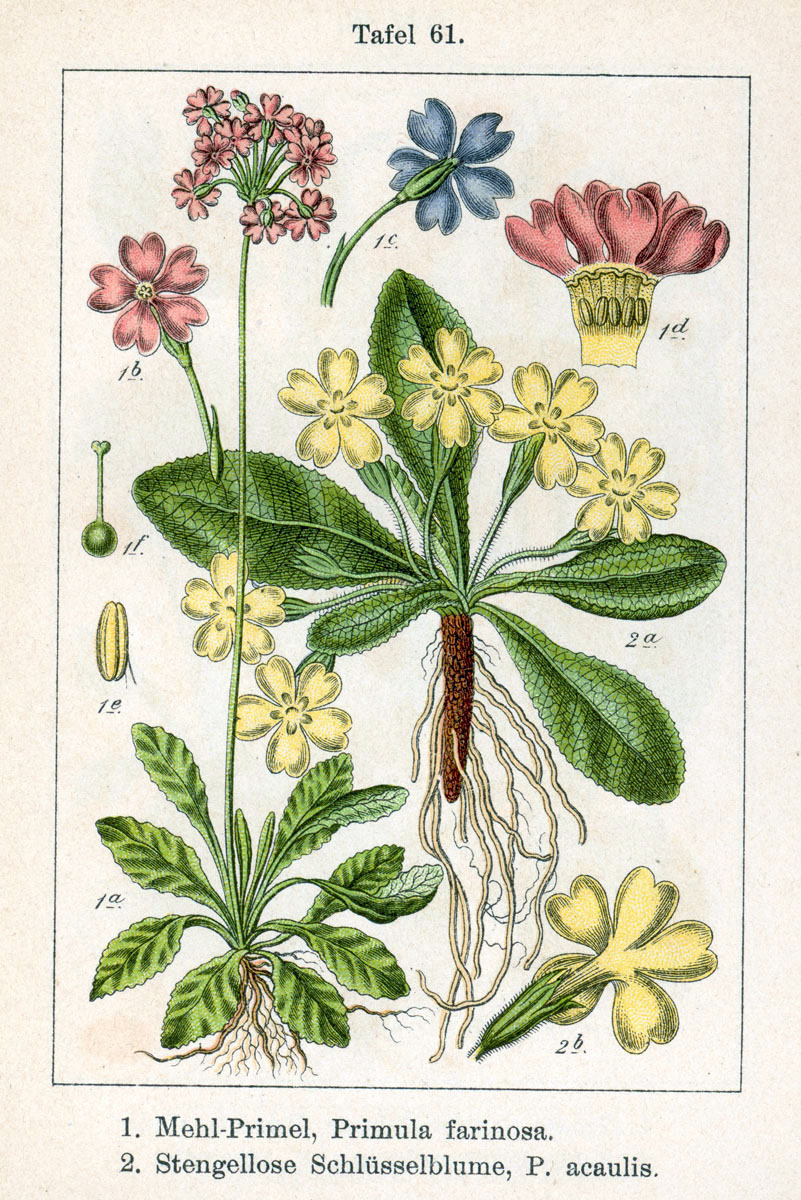
Illustration von Jacob Sturm, 1 = Mehl-Primel (Primula farinosa), 2 = Stängellose Schlüsselblume (Primula vulgaris)

## Systematik

### Taxonomie
Die Erstveröffentlichung von Primula vulgaris erfolgte 1762 durch William Hudson in Flora Anglica ..., 1. Auflage, S. 70. Ein Synonym für Primula vulgaris Huds. ist Primula acaulis (L.) Hill.

### Botanische Geschichte
Je nach Autor existieren mehrere Unterarten, Varietäten oder Formen:
- Primula vulgaris Huds. subsp. vulgaris:
- Primula vulgaris subsp. atlantica (Maire & Wilczek) Greuter & Burdet: Wie Primula vulgaris subsp. balearica aber mit kürzeren Blütenstielen, kommt in den Bergen Algeriens und Marokkos vor.
- Primula vulgaris subsp. balearica (Willk.) W.W.Smith & Forrest: Mit duftenden Blüten und fast kahlen Blättern, kommt in den Bergen Mallorcas vor.
- Primula vulgaris subsp. heterochroma (Stapf) W.W.Smith & Forrest: Mit blau-violetten Blüten, kommt am Kaspischen Meer vor.
- Primula vulgaris subsp. rubra (Sm.) Arcangeli: Mit purpurfarbenen oder roten Blüten, vor allem im Osten des Verbreitungsgebiets.
- Primula vulgaris var. caulescens (Koch) Schinz & Thellung: Mit verlängerten, mehrblütigen Blütenstielen.[10]
- Primula vulgaris f. albiflora Evers: Mit gelblich-weißer bis reinweißer Blüte.

Wahrscheinlich hat sich Primula vulgaris durch wiederholte Mutation aus der Hohen Schlüsselblume (Primula elatior) entwickelt, wobei vor allem die lebenswichtige Entwicklung des Elaiosoms und damit der Myrmekochorie einen evolutionären Vorteil bildete.

### Hybride

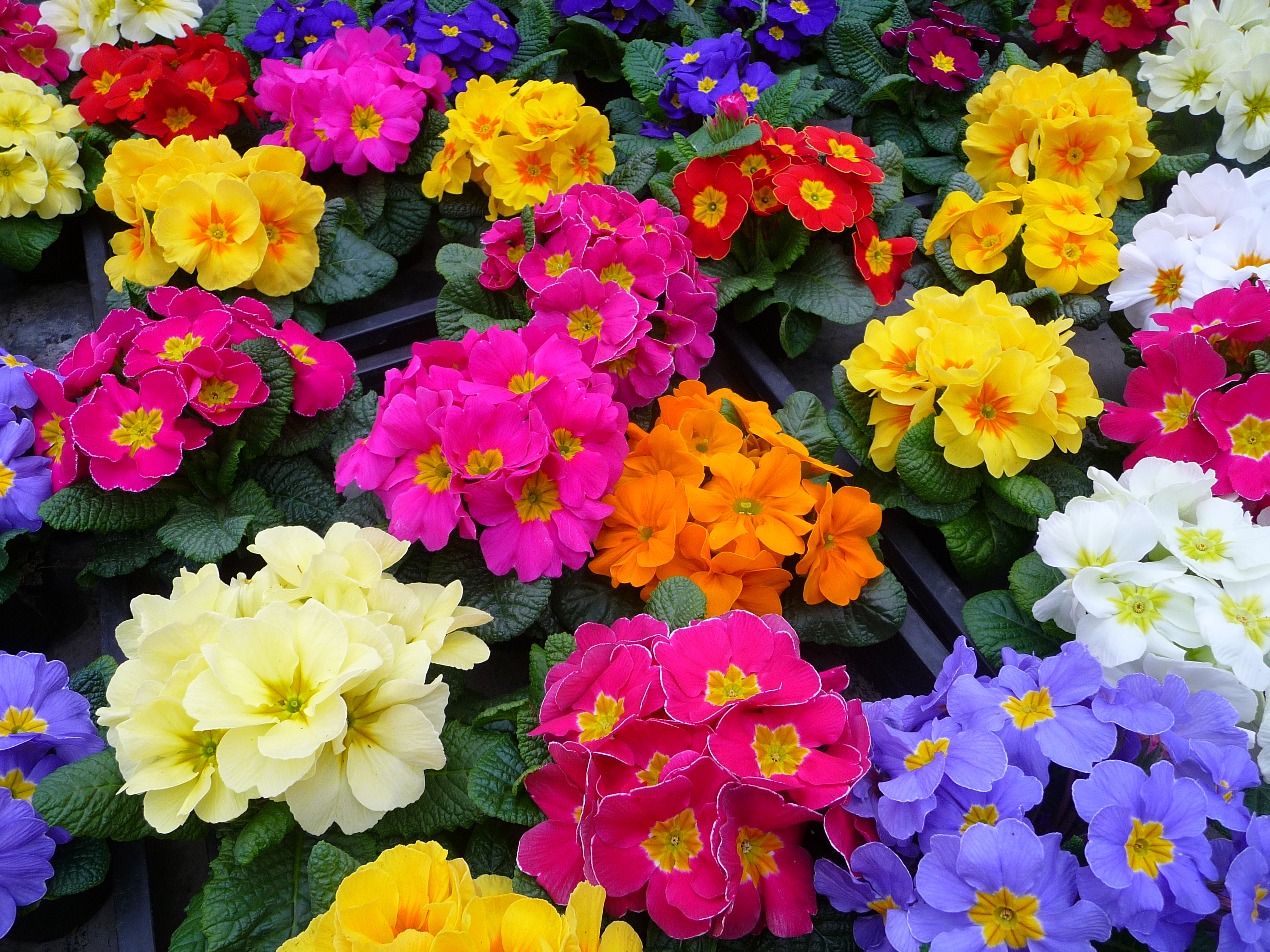
Hybriden von Primula vulgaris in breiter Farbauswahl

Die Stängellose Schlüsselblume ist eine wichtige Kulturpflanze und die wichtigste „Kulturprimel“. Hybriden existieren in allen möglichen Farbenspielarten, wie weiß, gelb und rot, oder braun und rot in allen Abstufungen, ferner dunkelrot, rosarot, lila, purpurn, schwarzbraun, dunkelblau. Der Schlund ist dabei in der Regel sattgelb gefärbt.
Durch Kreuzung mit der Echten Schlüsselblume (Primula veris) entstehen Hybriden, die als Primula ×polyantha Mill. klassifiziert werden und sowohl in den morphologischen als auch in den ökologischen Merkmalen zwischen den Elternarten stehen. Auch Kreuzungen mit der Hohen Schlüsselblume (Primula elatior) sind möglich und erzeugen schafttragende, fertile Hybriden, die Primula ×digenea A.Kern. heißen. Auch die Dreifach-Hybride Primula vulgaris × Primula veris × Primula elatior existiert, wenngleich sie selten ist; sie wird Primula ×murbeckii Lindq. genannt.
An Standorten, an denen sich das Vorkommen mehrerer dieser Primelarten überschneidet, entstehen auch auf natürliche Weise Hybriden, die schwierig zu bestimmen sind.

## Nutzung
In der Vergangenheit wurde die Stängellose Schlüsselblume auch als Heilpflanze genutzt. Sie enthält geringe Mengen an Saponinen, aber deutlich weniger als die Echte Schlüsselblume und wurde bei Erkältungserkrankungen verabreicht.
Heute steht die Nutzung als Zierpflanze sehr im Vordergrund. Hybriden der Stängellosen Schlüsselblume haben in Deutschland einen Marktanteil von 6 % der verkauften Beetpflanzen, was einem Marktvolumen von 120 Millionen Euro (2008) entspricht. Weltweit betrug die Anbaufläche 1.841.724 Hektar.